# پولتسوو
پولتسوو (به آلمانی: Polzow) یک شهر در آلمان است که در فرپومرن-گرایفسوالد واقع شده‌است. پولتسوو ۲۳۷ نفر جمعیت دارد.